# Hypoviridae
Hypoviridae és una família de virus fúngics que infecten fongs. La seva particularitat és no tenir càpside i no emetre virions. El virus mai deixa un hoste.